# Lidia Semenova
Lidia Kostjantynivna Semenova (Kiev, 22 novembre 1951 – 4 luglio 2025) è stata una scacchista ucraina, fino al 1991 sovietica, grande maestro femminile.

## Carriera

### Principali risultati individuali
Vinse nel 1978 il Campionato sovietico femminile, nel 1981 si piazzò =1ª-4ª nel zonale femminile disputato nell'allora Leningrado. L'anno successivo la vide 2ª nell'interzonale femminile di Bad Kissingen vinto da Nona Gaprindashvili.
Il Mondiale femminile 1984 la vide superare Margareta Muresan (5½–4½, Bad Kissingen) nei quarti, Nana Ioseliani (5½–4½, Sochi) e venire quindi sconfitta da Irina Levitina (5–7, Sochi), che quindi sfiderà, sconfitta, la campionessa in carica Majja Čiburdanidze.
Nel mondiale femminile 1986 giunse =4ª-5ª al Torneo delle candidate di Malmö. Nel 1987 fu =3ª-4ª nell'interzonale di Tuzla, sconfitta quindi agli spareggi da Agnieszka Brustman per 1–4. Fu =12ª-18ª nell'interzonale di Jakarta del 1993 e =10ª-16ª in quello di Chișinău del 1995.
Il titolo di WGM le è stato riconosciuto dalla FIDE nel 1982.

### Nazionale
Nell'edizione delle Olimpiadi degli scacchi femminili di Tessalonica 1984 vinse 3 medaglie d'oro con l'URSS: di squadra, individuale come 4ª scacchiera e miglior performance. Ottenne inoltre un argento di squadra nell'edizione di Manila 1992 con la rappresentativa femminile ucraina.